# Giro dell'Emilia 2005
La Giro dell'Emilia 2005, ottantottesima edizione della corsa e valida come evento dell'UCI Europe Tour 2005, si svolse l'8 ottobre 2005 su un percorso di 194 km. La vittoria fu appannaggio dell'italiano Gilberto Simoni, che completò il percorso in 5h13'50" precedendo il lussemburghese Fränk Schleck e il connazionale Mirko Celestino.
Sul traguardo di San Luca 29 ciclisti, su 154 partiti da Cento, portarono a termine la competizione.

## Ordine d'arrivo (Top 10)
| Pos. | Corridore           | Squadra          | Tempo    |
| ---- | ------------------- | ---------------- | -------- |
| 1    | Gilberto Simoni     | Lampre-Caffita   | 5h13'50" |
| 2    | Fränk Schleck       | Team CSC         | a 6"     |
| 3    | Mirko Celestino     | Domina Vacanze   | a 8"     |
| 4    | Davide Rebellin     | Gerolsteiner     | a 16"    |
| 5    | Aleksandr Arekeev   | Acqua & Sapone   | s.t.     |
| 6    | Carlos Sastre       | Team CSC         | a 22"    |
| 7    | Vladimir Miholjević | Liquigas         | a 40"    |
| 8    | Juan Miguel Mercado | Quick Step       | a 49"    |
| 9    | Damiano Cunego      | Lampre-Caffita   | a 1'29"  |
| 10   | Luca Mazzanti       | Panaria-Navigare | a 1'34"  |